# 1853
| [ Edytuj tabelę ]              | |
| Król Polski (tytularny)        | - 1831 Mikołaj I Romanow 1855 |
| Emir Afganistanu               | - 1842 Dost Mohammad Chan 1863 |
| Współksiążęta Andory           | - 1853 Josep Caixal i Estradé 1879 - 1848 Karol Ludwik Napoleon Bonaparte 1870                                                                        |
| Prezydent Argentyny            | - 1852 gen. Justo José de Urquiza 1860 |
| Cesarz Austrii                 | - 1848 Franciszek Józef I 1916 |
| Król Bawarii                   | - 1848 Maksymilian II 1864 |
| Król Belgów                    | - 1831 Leopold I 1865 |
| Premier Belgii                 | - 1852 Henri de Brouckère 1855 |
| Prezydent Boliwii              | - 1848 Manuel Isidoro Belzu 1855 |
| Cesarz Brazylii                | - 1831 Pedro II 1889 |
| Sułtan Brunei                  | - 1852 Abdul Momin 1885 |
| Prezydent Chile                | - 1851 Manuel Montt 1861 |
| Cesarz Chin                    | - 1850 Xianfeng 1861 |
| Król Czech                     | - 1848 Franciszek Józef I 1916 |
| Król Danii                     | - 1848 Fryderyk VII 1863 |
| Premier Danii                  | - 1852 Christian Albrecht Bluhme 1853 - 1853 Anders Sandø Ørsted 1854                                                                                 |
| Dalajlama                      | - 1838 Khedrub Gjaco 1856 |
| Prezydent Dominikany           | - 1849 Buenaventura Báez 1853 |
| Władca Egiptu                  | - 1849 Abbas I 1854 |
| Prezydent Ekwadoru             | - 1851 José María Urbina 1856 |
| Cesarz Francuzów               | - 1852 Napoleon III 1870 |
| Król Grecji                    | - 1831 Otton I 1862 |
| Prezydent Gwatemali            | - 1851 Rafael Carrera y Turcios 1865 |
| Cesarz Haiti                   | - 1849 Faustyn I 1859 |
| Król Hawajów                   | - 1824 Kamehameha III 1854 |
| Król Hiszpanii                 | - 1833 Izabela II 1868 |
| Król Holandii                  | - 1849 Wilhelm III 1890 |
| Premier Holandii               | - 1849 Johan Rudolph Thorbecke 1853 - 1853 Floris Adriaan van Hall 1856                                                                               |
| Prezydent Hondurasu            | - 1852 José Trinidad Cabañas 1855 |
| Szach Iranu                    | - 1848 Naser ad-Din Szah 1896 |
| Państwo Wielkich Mogołów       | - 1837 Bahadur Szah II 1858 |
| Król Irlandii                  | - 1837 Wiktoria Hanowerska 1901 |
| Cesarz Japonii                 | - 1846 Kōmei 1866 |
| Kalif                          | - 1839 Abdülmecid I 1861 |
| Emir Kataru                    | - 1847 Muhammad ibn Sani 1878 |
| Prezydent Kolumbii             | - 1849 José Hilario López 1853 - 1853 gen. José María Obando 1854                                                                                     |
| Patriarcha Konstantynopola     | - 1852 German IV 1853 - 1853 Antym VI 1855 |
| Prezydent Kostaryki            | - 1849 Juan Rafael Mora Porras 1859 |
| Emir Kuwejtu                   | - 1814 Dżabir I 1859 |
| Prezydent Liberii              | - 1848 Joseph Jenkins Roberts 1856 |
| Książę Liechtensteinu          | - 1836 Alojzy II 1858 |
| Wielki książę Luksemburga      | - 1849 Wilhelm III 1890 |
| Premier Luksemburga            | - 1848 Jean-Jacques Willmar 1853 - 1853 Charles-Mathias Simons 1860                                                                                   |
| Sułtan Maroka                  | - 1822 Abd ar-Rahman 1859 |
| Prezydent Meksyku              | - 1851 Mariano Arista 1853 - 1853 Juan Bautista Ceballos 1853 - 1853 Manuel María Lombardini 1853 - 1853 Antonio López de Santa Anna 1855             |
| Książę Monako                  | - 1841 Florestan I 1856 |
| Król Nawarry                   | - 1848 Napoleon I 1870 |
| Król Nepalu                    | - 1847 Surendra 1881 |
| Premier Nepalu                 | - 1846 Jang Bahadur Rana 1856 |
| Król Norwegii                  | - 1844 Oskar I 1859 |
| Sułtan Omanu                   | - 1807 Sa’id ibn Sultan 1856 |
| Papież                         | - 1846 Pius IX 1878 |
| Prezydent Paragwaju            | - 1844 Carlos Antonio López 1862 |
| Książę Parmy i Piacenzy        | - 1849 Karol III 1854 |
| Prezydent Peru                 | - 1851 José Rufino Echenique 1855 |
| Król Portugalii                | - 1834 Maria II 1853 - 1837 Ferdynand II Koburg (król iure uxoris) 1853 - 1853 Piotr V 1861                                                           |
| Król Prus                      | - 1840 Fryderyk Wilhelm IV 1861 |
| Car Rosji                      | - 1825 Mikołaj I 1855 |
| Król Saksonii                  | - 1836 Fryderyk August II Wettyn 1854 |
| Prezydent Salwadoru            | - 1852 Francisco Dueñas 1854 |
| Kapitanowie Regenci San Marino | - 1852 Filippo Belluzzi Gaetano Simoncini 1853 - 1853 Domenico Maria Belzoppi Pier Matteo Berti 1853 - 1853 Giambattista Braschi Francesco Valli 1854 |
| Książę Serbii                  | - 1842 Aleksander Karadziordziewić 1858 |
| Król Sardynii                  | - 1849 Wiktor Emanuel II 1861 |
| Prezydent Szwajcarii           | - 1853 Wilhelm Matthias Näff 1853 |
| Król Szwecji                   | - 1844 Oskar I 1859 |
| Król Tajlandii                 | - 1851 Mongkut 1868 |
| Sułtan Turków                  | - 1839 Abdülmecid I 1861 |
| Prezydent Urugwaju             | - 1852 Juan Francisco Giró 1853 - 1853 Venancio Flores 1854 - 1853 Juan Antonio Lavalleja 1853 - 1853 Fructuoso Rivera 1859                           |
| Prezydent USA                  | - 1850 Millard Fillmore 1853 - 1853 Franklin Pierce 1857                                                                                              |
| Prezydent Wenezueli            | - 1851 José Gregorio Monagas 1855 |
| Król Węgier                    | - 1848 Franciszek Józef I 1916 |
| Monarcha Wielkiej Brytanii     | - 1837 Wiktoria 1901 |
| Premier Wielkiej Brytanii      | - 1852 George Hamilton-Gordon 1855 |
| Cesarz Wietnamu                | - 1847 Tự Đức 1883 |

Rok 1853 / MDCCCLIII
stulecia: XVIII wiek ~
XIX wiek ~
XX wiek

dziesięciolecia:
1820–1829 •
1830–1839 •
1840–1849 •
1850–1859
• 1860–1869
• 1870–1879
• 1880–1889

lata: 1843 «
1848 «
1849 «
1850 «
1851 «
1852 «
1853
» 1854
» 1855
» 1856
» 1857
» 1858
» 1863

## Wydarzenia w Polsce
- 30 marca – w oknie wystawowym lwowskiej apteki Pod Złotą Gwiazdą zapłonęła pierwsza lampa naftowa, skonstruowana przez Ignacego Łukasiewicza.
- 1 lipca – Fryderyk Tobiaszek został prezydentem Krakowa.
- 31 lipca – Ignacy Łukasiewicz zapalił publicznie lampy naftowe na sali operacyjnej szpitala miejskiego we Lwowie.
- 25 października – odsłonięto pomnik Mikołaja Kopernika w Toruniu.
- 30 października – beatyfikacja Andrzeja Boboli.
- 2 grudnia – Jan Zeh otrzymał patent na destylację ropy naftowej.

## Wydarzenia na świecie
- 19 stycznia – w Teatro Apollo w Rzymie odbyła się premiera opery Trubadur Giuseppe Verdiego.
- 29 stycznia – odbył się ślub cywilny Napoleona III Bonaparte i Eugenii de Montijo.
- 8 lutego – utworzono Terytorium Waszyngtonu.
- 14 lutego – Brigham Young, przełożony Kościoła Jezusa Chrystusa Świętych w Dniach Ostatnich położył kamień węgielny pod budowę Świątyni Salt Lake.
- 18 lutego – węgierski anarchista János Libényi(inne języki) usiłował w Wiedniu zasztyletować cesarza Austrii Franciszka Józefa. Po nieudanym pierwszym ciosie zamachowiec został obezwładniony przez cesarskiego adiutanta Maximiliana O’Donnella i rzeźnika Josepha Ettenreicha.
- 4 marca – Franklin Pierce został 14. prezydentem Stanów Zjednoczonych.
- 6 marca – w Wenecji odbyła się premiera opery La Traviata Giuseppe Verdiego.
- 19 marca – tajpingowie zdobyli Nankin, który został stolicą ich „Niebiańskiego Królestwa”.
- 6 kwietnia – francuski astronom Jean Chacornac odkrył planetoidę (25) Phocaea.
- 16 kwietnia – uruchomiono pierwszą regularną linię kolejową w Indiach (Bombaj–Thane).
- 21 kwietnia – Anders Sandøe Ørsted(inne języki) został premierem Danii.
- 1 maja – została uchwalona konstytucja Argentyny.
- 8 lipca – komodor Matthew Perry, dowódca marynarki wojennej USA, czterema statkami: Mississippi, Plymouth, Saratoga i Susquehanna wpłynął do Zatoki Tokijskiej i zażądał pod groźbą użycia nowych dział Paixhans, w które wyposażone były jego okręty, aby Japonia otworzyła się na handel z Zachodem. Okręty te zostały nazwane kurofune (jap. 黒船; pol. „czarne statki”).
- 24 sierpnia – według anegdoty George Crum wynalazł kartoflane chipsy.
- 24 września – Nowa Kaledonia została francuską kolonią.
- 16 października – Imperium osmańskie wypowiedziało wojnę Rosji – początek wojny krymskiej.
- 25 października – król Bawarii Ludwik I założył w Monachium Nową Pinakotekę, jedno z najważniejszych obecnie muzeów sztuki XIX wieku.
- 30 listopada – bitwa pod Synopą: flota rosyjska zniszczyła flotę turecką; preludium do wojny krymskiej.
- 22 grudnia – Gioacchino Vicenzo Raphaelo Aloisio Pecci mianowany kardynałem przez papieża Piusa IX.
- 30 grudnia – USA kupiły od Meksyku południową część Arizony i Nowego Meksyku (tzw. zakup Gadsdena).

- Guido Henckel von Donnersmarck założył Schlesische Aktiengesellschaft für Bergbau und Zinkhüttenbetrieb.

## Urodzili się
- 1 stycznia – Adam Skrzyński, poseł do Sejmu Krajowego Galicji (1882–1905), hrabia, właściciel dóbr Zagórzany (zm. 1905)
- 6 stycznia:
  - Szymon Buchbinder, polski malarz pochodzenia żydowskiego (zm. 1922)
  - Woodbridge Nathan Ferris, amerykański polityk, senator ze stanu Michigan (zm. 1928)
  - Jan Kacper Wdowiszewski, polski architekt (zm. 1904)
- 12 stycznia – Gregorio Ricci-Curbastro, włoski matematyk, wykładowca akademicki (zm. 1925)
- 14 stycznia – Maria Teresa Ferragut Roig, hiszpańska działaczka Akcji Katolickiej, męczennica, błogosławiona katolicka (zm. 1936)
- 16 stycznia:
  - Antoni Danysz, polski historyk kultury (zm. 1925)
  - Ian Hamilton, brytyjski generał (zm. 1947)
  - André Michelin, francuski przemysłowiec, wynalazca (zm. 1931)
  - Maksymilian Thullie, polski inżynier, polityk, senator RP (zm. 1939)
- 24 stycznia:
  - Sigbert Ganser, niemiecki psychiatra (zm. 1931)
  - Paul Julius Möbius, niemiecki neurolog (zm. 1907)
- 26 stycznia – Anto Gvozdenović, czarnogórski generał, dyplomata, polityk, premier Czarnogóry na uchodźstwie, współregent (zm. 1935)
- 28 stycznia:
  - José Martí, kubański pisarz, działacz wyzwoleńczy (zm. 1895)
  - Władimir Sołowjow, rosyjski myśliciel prawosławny, poeta (zm. 1900)
- 29 stycznia – Shibasaburō Kitasato, japoński lekarz, bakteriolog (zm. 1931)
- 1 lutego – Ottokar Chiari, austriacki laryngolog (zm. 1918)
- 3 lutego – Hudson Maxim, amerykański wynalazca (zm. 1927)
- 6 lutego – Ignacij Klemenčič, słoweński fizyk (zm. 1901)
- 7 lutego – Eduard Schnack, austriacki mistrz kominiarski, botanik samouk, kolekcjoner, muzealnik, działacz społeczny, filantrop (zm. 1941)
- 8 lutego – Robert Trompowski, brazylijski dowódca wojskowy, matematyk, fizyk pochodzenia polskiego (zm. 1926)
- 11 lutego – Artur Loureiro, portugalski malarz (zm. 1932)
- 12 lutego – Stanisław Niedzielski, poseł do Sejmu Krajowego Galicji, doktor prawa (zm. 1938)
- 13 lutego – Heinrich Vieter, niemiecki duchowny katolicki, biskup, misjonarz, Sługa Boży (zm. 1914)
- 14 lutego – Henry Twynam, angielski rugbysta (zm. 1899)
- 15 lutego – Piotr Kołodziej, polski pisarz ludowy, dramatopisarz, działacz społeczno-kulturalny i oświatowy (zm. 1931)
- 17 lutego – Jaroslav Vrchlický, czeski poeta, dramaturg, krytyk, eseista, tłumacz (zm. 1912)
- 18 lutego – Maciej Kwieciński, polski lekarz (zm. 1936)
- 19 lutego – Rita Dolores Pujalte Sanchez, hiszpańska zakonnica, męczennica, błogosławiona katolicka (zm. 1936)
- 3 marca – James Stopford, brytyjski arystokrata, polityk (zm. 1933)
- 4 marca – Hector MacDonald, brytyjski generał major (zm. 1903)
- 5 marca:
  - Arthur Foote, amerykański kompozytor, pedagog (zm. 1937)
  - Howard Pyle, amerykański malarz, ilustrator, pisarz (zm. 1911)
- 7 marca – William Onslow, brytyjski arystokrata, polityk (zm. 1911)
- 10 marca – Thomas Mackenzie, nowozelandzki podróżnik, dyplomata, polityk, premier Nowej Zelandii pochodzenia szkockiego (zm. 1930)
- 13 marca – Antoni Wolszlegier, polski duchowny katolicki i działacz narodowy na Warmii, polityk (zm. 1922)
- 14 marca – Ferdinand Hodler, szwajcarski malarz (zm. 1918)
- 18 marca – Arthur Montagu Brookfield, brytyjski pułkownik, polityk, urzędnik konsularny (zm. 1940)
- 29 marca:
  - Elihu Thomson, amerykański inżynier, wynalazca, przemysłowiec (zm. 1937)
  - Juliusz Vetter, polski piwowar, filantrop (zm. 1917)
- 30 marca – Vincent van Gogh, holenderski malarz (zm. 1890)
- 31 marca – Alicja Nowińska, polska malarka, pedagog (zm. 1908)
- 2 kwietnia – Léon Duplessis, francuski prawnik, dyplomata, poeta, dramaturg (zm. 1912)
- 12 kwietnia – Stanisław Ptaszycki, polski historyk (zm. 1933)
- 14 kwietnia – Franciszek Spinelli, włoski duchowny katolicki, święty (zm. 1913)
- 17 kwietnia:
  - Stefan Moysa-Rosochacki, polski ziemianin, prawnik, polityk pochodzenia ormiańskiego (zm. 1920)
  - Arthur Schoenflies, niemiecki matematyk, krystalograf, wykładowca akademicki (zm. 1928)
- 18 kwietnia – Władimir Kokowcow, rosyjski polityk (zm. 1943)
- 19 kwietnia – Władysław Brankiewicz, polski kompozytor, organista, pedagog (zm. 1929)
- 27 kwietnia:
  - Jules Lemaître, francuski dramaturg, krytyk literacki (zm. 1914)
  - Giovanni Battista Marenco, włoski duchowny katolicki, biskup Massa Carrary, internuncjusz apostolski (zm. 1921)
- 29 kwietnia – Pietro Antonelli, włoski dyplomata (zm. 1901)
- 1 maja – Jakub Gordin, żydowski dramatopisarz (zm. 1909)
- 2 maja – Antonio Maura, hiszpański polityk, premier Hiszpanii (zm. 1925)
- 6 maja – Philander C. Knox, amerykański adwokat, polityk, senator ze stanu Pensylwania (zm. 1921)
- 7 maja:
  - Johan Richard Danielson-Kalmari, fiński historyk, wykładowca akademicki, polityk (zm. 1933)
  - Jerzy Harwot, polski pedagog, profesor gimnazjalny (zm. 1904)
- 8 maja – Cecylia Plater-Zyberk, polska działaczka społeczna, pedagog, publicystka (zm. 1920)
- 11 maja – Benedetto Lorenzelli, włoski kardynał, nuncjusz apostolski (zm. 1915)
- 12 maja – Antonina Englisch, polska taterniczka (zm. 1940)
- 13 maja – Adolf Hölzel, niemiecki malarz (zm. 1934)
- 14 maja – Georg Richter, niemiecki prawnik, polityk, samorządowiec (zm. 1925)
- 17 maja – Michał Piotr Radziwiłł, polski arystokrata, filantrop (zm. 1903)
- 19 maja – Hugo Richter, niemiecki ogrodnik, architekt krajobrazu (zm. 1937)
- 20 maja – Władimir Sacharow, rosyjski generał kawalerii (zm. 1920)
- 21 maja – Heinrich Lammasch, austriacki prawnik, polityk, premier Cesarstwa Austrii (zm. 1920)
- 24 maja – Juan de Dios Aldea, chilijski marynarz, bohater wojenny (zm. 1879)
- 25 maja – Władysław Satke, polski meteorolog, przyrodnik, pisarz, pedagog (zm. 1904)
- 26 maja – John Wesley Hardin, amerykański bandyta, rewolwerowiec (zm. 1895)
- 28 maja – Carl Larsson, szwedzki malarz, architekt wnętrz (zm. 1919)
- 29 maja:
  - Józef Latour, polski generał dywizji (zm. 1933)
  - Teodor Opęchowski, polski internista, fizjolog, wykładowca akademicki (zm. 1914)
- 30 maja – Władysław Leon Sapieha, polski książę, ziemianin, działacz społeczny, polityk (zm. 1920)
- 3 czerwca – William Flinders Petrie, brytyjski egiptolog, archeolog, wykładowca akademicki (zm. 1942)
- 10 czerwca – Alexander Watson Hutton, szkocki nauczyciel, działacz piłkarski (zm. 1936)
- 13 czerwca – Józef Wincenty Kruszewski, polski malarz, ilustrator, karykaturzysta (zm. 1920)
- 18 czerwca – Mato Kósyk, dolnołużycki poeta (zm. 1940)
- 19 czerwca – Salwator Lilli, włoski franciszkanin, misjonarz, męczennik, błogosławiony (zm. 1895)
- 20 czerwca – Erich Schmidt, niemiecki filolog, historyk literatury (zm. 1913)
- 26 czerwca:
  - Aniela Borne, polska ziemianka, nauczycielka, pamiętnikarka (zm. 1921)
  - Frederick H. Evans, brytyjski fotograf (zm. 1943)
- 27 czerwca – Theodor Kirchhoff, niemiecki psychiatra, historyk psychiatrii (zm. 1922)
- 28 czerwca – Adolf von Strümpell, niemiecki internista (zm. 1925)
- 30 czerwca – Adolf Furtwängler, niemiecki archeolog, historyk sztuki, muzealnik, wykładowca akademicki (zm. 1907)
- 1 lipca – Leon Grabski, polski szlachcic, przedsiębiorca, samorządowiec, polityk (zm. 1918)
- 5 lipca:
  - Tivadar Kosztka Csontváry, węgierski malarz (zm. 1919)
  - Cecil Rhodes, brytyjski przedsiębiorca, polityk kolonialny (zm. 1902)
- 6 lipca – Roman Albinowski, polski podpułkownik piechoty (zm. 1922)
- 7 lipca – Léon Arnould, francuski mykolog (zm. ?)
- 15 lipca – Włodzimierz Korolenko, rosyjski pisarz, dziennikarz, publicysta, działacz społeczny pochodzenia ukraińsko-polskiego (zm. 1921)
- 17 lipca:
  - Ludwik Ćwikliński, polski filolog klasyczny, wykładowca akademicki (zm. 1942)
  - Eugen Hallervorden, niemiecki psychiatra, wykładowca akademicki (zm. 1914)
  - Alexius Meinong, austriacki filozof, wykładowca akademicki (zm. 1920)
- 18 lipca:
  - Hendrik Antoon Lorentz, holenderski fizyk, laureat Nagrody Nobla w 1902 r. (zm. 1928)
  - Jan Michejda, polski prawnik, polityk, burmistrz Cieszyna (zm. 1927)
- 30 lipca – Julian Fałat, polski malarz, akwarelista, wykładowca akademicki (zm. 1929)
- 31 lipca – Wilhelm Uhthoff, niemiecki okulista (zm. 1927)
- 4 sierpnia:
  - Henryk Piątkowski, polski malarz, grafik, literat, krytyk sztuki (zm. 1932)
  - John Henry Twachtman, amerykański malarz (zm. 1902)
- 11 sierpnia – Wilhelm Blumwe, niemiecki przemysłowiec (zm. 1903)
- 12 sierpnia – Stojan Zaimow, bułgarski pisarz, działacz niepodległościowy i społeczny (zm. 1932)
- 13 sierpnia – Antonio Salandra, włoski prawnik, polityk, premier Włoch (zm. 1931)
- 15 sierpnia – Edmund Rygier, polski aktor, reżyser teatralny, dyrektor teatru (zm. 1922)
- 16 sierpnia – Stanisław Jabłoński, polski lekarz i polityk, burmistrz Rzeszowa (zm. 1922)
- 18 sierpnia – Heinrich Botho Scheube, niemiecki lekarz (zm. 1923)
- 20 sierpnia:
  - Nina Frances Layard, angielska archeolog i poetka (zm. 1935)
  - Charles Lewis, walijski rugbysta, krykiecista, lekkoatleta, sędzia i działacz sportowy, samorządowiec (zm. 1923)
- 21 sierpnia – Teodoro Valfré di Bonzo, włoski kardynał (zm. 1922)
- 23 sierpnia – João Marques de Oliveira, portugalski malarz, pedagog (zm. 1927)
- 26 sierpnia – Alice Jones, kanadyjska pisarka (zm. 1933)
- 27 sierpnia – Ivan Milčetić, chorwacki naukowiec, folklorysta, pisarz (zm. 1921)
- 28 sierpnia – Władimir Szuchow, rosyjski inżynier, wynalazca (zm. 1939)
- 30 sierpnia – Teodor Wierzbowski, polski historyk, archiwista, bibliograf, wydawca źródeł (zm. 1923)
- 31 sierpnia – Aleksiej Brusiłow, rosyjski generał kawalerii (zm. 1926)
- 1 września – Michał Federowski, polski etnograf, folklorysta i archeolog amator, ogrodnik, agronom, badacz polskiej i białoruskiej kultury ludowej (zm. 1923)
- 2 września – Wilhelm Ostwald, niemiecki chemik, laureat Nagrody Nobla (zm. 1932)
- 4 września – Hermann von Wissmann, niemiecki badacz Afryki, administrator kolonialny (zm. 1905)
- 7 września:
  - Józef Boguski, polski chemik, wykładowca akademicki (zm. 1933)
  - Antoni Adam Piotrowski, polski malarz, rysownik, ilustrator, poeta, twórca bajek dla dzieci (zm. 1924)
- 9 września:
  - Wilhelm Binder, polski prawnik, sędzia, adwokat, polityk (zm. 1928)
  - Pierre Marie, francuski neurolog, wykładowca akademicki (zm. 1940)
- 10 września:
  - Ferdinand Blumentritt, austriacki etnograf, pedagog, poliglota (zm. 1913)
  - Michał Koy, polski adwokat (zm. 1921)
- 11 września – Katharina Schratt, austriacka aktorka (zm. 1940)
- 13 września:
  - Hans Christian Gram, duński bakteriolog (zm. 1938)
  - Sofja Pierowska, rosyjska rewolucjonistka (zm. 1881)
- 14 września:
  - Michał Ludwik Dobrowolski, polski farmaceuta, publicysta, przemysłowiec (zm. 1929)
  - Marc-Émile Ruchet, szwajcarski polityk, prezydent Szwajcarii (zm. 1912)
- 15 września:
  - Gustaw Lewita, polski pianista (zm. 1889)
  - Henry Fitch Taylor, amerykański malarz (zm. 1925)
- 16 września – Albrecht Kossel, niemiecki biochemik, odkrył histydynę, laureat Nagrody Nobla w 1910 r. (zm. 1927)
- 17 września:
  - Edwin Pynchon, amerykański otorynolaryngolog, wynalazca instrumentów chirurgicznych (zm. 1914)
  - Michał Sozański, polski malarz, rysownik (zm. 1923)
- 18 września – Heinrich Unverricht, niemiecki internista (zm. 1912)
- 20 września – Rama V, król Syjamu (zm. 1910)
- 21 września:
  - Heike Kamerlingh Onnes, holenderski fizyk, laureat Nagrody Nobla (zm. 1926)
  - Edmund Blair Leighton, brytyjski malarz (zm. 1922)
- 23 września:
  - Fritz von Below, niemiecki generał (zm. 1918)
  - Maria Elżbieta z Saksonii-Meiningen, niemiecka księżniczka, pianistka, kompozytorka (zm. 1923)
  - Konstantin Stoiłow, bułgarski prawnik, polityk, premier Bułgarii (zm. 1901)
- 25 września – Josef Herzig, austriacki chemik, wykładowca akademicki pochodzenia żydowskiego (zm. 1924)
- 26 września – Adolf Thiele, niemiecki polityk (zm. 1925)
- 27 września – Franciszek Paszkowski, polski prawnik, adwokat, polityk (zm. 1926)
- 29 września – Thyra, duńska księżniczka (zm. 1933)
- 30 września – Otto Georg Bogislaf von Glasenapp, niemiecki bankowiec, finansista (zm. 1928)
- 2 października – Vere St Leger Goold, irlandzki tenisista, morderca (zm. 1909)
- 3 października – Karol Dittrich junior, niemiecki przemysłowiec (zm. 1918)
- 4 października:
  - Franciszek Krempa, polski działacz ludowy, polityk, poseł na Sejm RP (zm. 1935)
  - Bronisław Majewski, polski generał brygady, lekarz (zm. 1934)
- 5 października:
  - Aleksy (Mołczanow), rosyjski biskup prawosławny (zm. 1914)
  - Andra Nikolić, serbski prawnik, polityk, pisarz, publicysta (zm. 1918)
- 6 października:
  - Bronisław Bojarski de Bojary Czarnota, polski generał dywizji (zm. 1923)
  - Johannes von Kries, niemiecki fizjolog, psycholog, statystyk (zm. 1928)
  - Franciszek Szanior, polski ogrodnik (zm. 1945)
- 9 października:
  - Adrian Jacobsen, norweski żeglarz, podróżnik, odkrywca, kolekcjoner (zm. 1947)
  - Karol Orszulik, polski nauczyciel (zm. 1931)
- 10 października:
  - Sadayoshi Andō, japoński generał, polityk, gubernator generalny Tajwanu (zm. 1932)
  - Victor H. Metcalf, amerykański polityk (zm. 1936)
- 14 października – Ciprian Porumbescu, rumuński kompozytor, dyrygent, skrzypek, pianista pochodzenia polskiego (zm. 1883)
- 16 października – Emilio Aceval, paragwajski polityk, prezydent Paragwaju (zm. 1931)
- 17 października – Maria Aleksandrowna Romanowa, wielka księżna Rosji (zm. 1920)
- 23 października:
  - Capistrano de Abreu, brazylijski historyk, wykładowca akademicki (zm. 1927)
  - Oskar Szeller, polski prawnik, sędzia Sądu Najwyższego (zm. 1929)
- 25 października:
  - Sydney Buxton, brytyjski arystokrata, polityk (zm. 1934)
  - Adam Prażmowski, polski mikrobiolog, agronom, działacz społeczny (zm. 1920)
- 26 października – Elisabeth von Ardenne, niemiecka arystokratka, pielęgniarka (zm. 1952)
- 30 października – Louise Abbéma, francuska malarka, rzeźbiarka (zm. 1927)
- 1 listopada:
  - Aleksandra Lüde, polska aktorka (zm. 1920)
  - José Santos Zelaya, nikaraguański generał, polityk, prezydent Nikaragui (zm. 1919)
- 6 listopada – Leon Mańkowski, polski indolog, wykładowca akademicki (zm. 1909)
- 9 listopada – Matthew H. Sankey, irlandzki inżynier mechanik (zm. 1925)
- 12 listopada – Oskar Panizza, niemiecki psychiatra, pisarz (zm. 1921)
- 18 listopada:
  - Aleksandra Hutten-Czapska, rosyjsko-szwajcarska arystokratka, prozaiczka pochodzenia polskiego (zm. 1941)
  - Władysław Zamoyski, polski hrabia, działacz społeczny (zm. 1924)
- 19 listopada – Gabriel Hanotaux, francuski polityk, historyk (zm. 1944)
- 20 listopada – Oskar Potiorek, austriacki generał, polityk (zm. 1933)
- 21 listopada – Husajn Kamil, sułtan Egiptu i Sudanu (zm. 1917)
- 23 listopada – Leo Anton Karl de Ball, niemiecki astronom (zm. 1916)
- 27 listopada – Frank Bernard Dicksee, brytyjski malarz (zm. 1928)
- 1 grudnia – Karl Kuk, austriacki generał, pisarz (zm. 1935)
- 2 grudnia – Fritz Geiges, niemiecki malarz (zm. 1935)
- 3 grudnia – Stanisław Masłowski, polski malarz (zm. 1926)
- 9 grudnia – Henri Duhamel, francuski alpinista (zm. 1917)
- 10 grudnia – Marian Józef Ryx, polski duchowny katolicki, biskup sandomierski (zm. 1930)
- 11 grudnia – Adam Ripper, polski generał audytor cesarskiej i królewskiej Armii (zm. 1930)
- 12 grudnia:
  - Clarence Angier, amerykański golfista (zm. 1926)
  - Johan Petter Johansson, szwedzki wynalazca, przemysłowiec (zm. 1943)
- 14 grudnia – Errico Malatesta, włoski anarchista (zm. 1932)
- 17 grudnia – Émile Roux, francuski bakteriolog (zm. 1933)
- 18 grudnia – Josef Král, czeski filolog klasyczny, tłumacz, wykładowca akademicki (zm. 1917)
- 19 grudnia – Charles Fitzpatrick, kanadyjski prawnik, polityk (zm. 1942)
- 21 grudnia – Wilhelm, książę Saksonii-Weimar-Eisenach (zm. 1924)
- 22 grudnia:
  - Teresa Carreño, wenezuelska pianistka, śpiewaczka operowa (sopran), kompozytorka, dyrygentka (zm. 1917)
  - Jewgraf Fiodorow, rosyjski krystalograf, geolog, matematyk (zm. 1919)
  - Edward Reszke, polski śpiewak operowy (bas) (zm. 1917)
- 26 grudnia:
  - René Bazin, francuski pisarz (zm. 1932)
  - Wilhelm Dörpfeld, niemiecki archeolog (zm. 1940)
  - Mieczysław Geniusz, polski inżynier, działacz społeczny i niepodległościowy, teoretyk i działacz ruchu teozoficznego (zm. 1920)
  - Jane Sutherland, australijska malarka (zm. 1928)
- 30 grudnia:
  - Ernst August Claaszen, gdański kupiec, broker, kolekcjoner sztuki, amerykański urzędnik konsularny pochodzenia flamandzkiego (zm. 1924)
  - André Messager, francuski kompozytor, dyrygent (zm. 1929)
- 31 grudnia:
  - Henrik Tore Cedergren, szwedzki inżynier komunikacji telefonicznej (zm. 1909)
  - Henryk Kolischer, polski prawnik, przemysłowiec, polityk, poseł na Sejm Ustawodawczy pochodzenia żydowskiego (zm. 1932)

data dzienna nieznana: 
- Aleksiej Abaza, rosyjski kontradmirał, polityk (zm. 1915)
- Stanisław Królikowski, polski profesor nauk weterynaryjnych (zm. 1924)
- Wojciech Liguda, polski działacz narodowy i społeczny (zm. 1922)
- Maurycy Likiernik, polski okulista, działacz społeczny pochodzenia żydowskiego (zm. 1927)
- Jakub Yan Guodong, chiński męczennik, święty katolicki (zm. 1900)
- Józef Yuan Gengyin, chiński męczennik, święty katolicki (zm. 1900)

## Zmarli
- 17 marca – Christian Andreas Doppler, odkrywca efektu Dopplera (ur. 1803)
- 28 kwietnia – Ludwig Tieck, niemiecki pisarz (ur. 1773)
- 19 maja – Lionel Kieseritzky, niemiecki szachista (ur. 1806)
- 12 czerwca – Kasper Bertoni, włoski ksiądz, święty katolicki (ur. 1777)
- 3 lipca – Filip Phan Văn Minh, wietnamski męczennik, święty katolicki (ur. ok. 1815)
- 9 sierpnia – Józef Maria Hoene-Wroński, polski matematyk, fizyk, filozof, ekonomista i prawnik, jeden z głównych przedstawicieli mesjanizmu polskiego (ur. 1776)
- 30 sierpnia – Maria Rafols, hiszpańska zakonnica, założycielka Sióstr Miłosierdzia św. Anny, błogosławiona katolicka (ur. 1781)
- 8 września – Antoine-Frédéric Ozanam, francuski historyk, błogosławiony katolicki (ur. 1813)

## Święta ruchome
- Tłusty czwartek: 3 lutego
- Ostatki: 8 lutego
- Popielec: 9 lutego
- Niedziela Palmowa: 20 marca
- Wielki Czwartek: 24 marca
- Wielki Piątek: 25 marca
- Wielka Sobota: 26 marca
- Wielkanoc: 27 marca
- Poniedziałek Wielkanocny: 28 marca
- Wniebowstąpienie Pańskie: 5 maja
- Zesłanie Ducha Świętego: 15 maja
- Boże Ciało: 26 maja